# 靳巩
靳鞏（1886年—1969年）字克天、克田、环古，号古公、天老，别名桂林。山西汾阳人，今属山西孝义人。中华民国政治人物、收藏家。

## 生平
靳鞏早年(1905)获官费留学日本，入东京警察学校，后毕业于早稻田大学。民国元年（1912年）归国，任山西高等检察厅检察官，警察公所参事，军警执法处处长。民国四年（1915年），靳鞏任山西省城警察厅厅长。他还兼任警察专门学校校长。后来他历任泰安县知事，历城县知事。南京国民政府成立后，他曾任南京国史馆纂修。
中华人民共和国成立后，1956年8月，靳鞏任上海市文史研究馆馆员。
1969年，靳鞏逝世。享年83岁。
靳鞏收藏了大量中国历代金石书画，并且也是鉴赏家。

## 著作
- 靳鞏，违警罚法通诠，上海：大东书局，1929年